# KV32
Das altägyptische im Tal der Könige gelegene Grabmal KV32 wurde 1898 von Victor Loret entdeckt. Zum Zeitpunkt der Entdeckung war der Grabinhaber unbekannt. Heute kann es Tiaa zugeordnet werden, der Gemahlin Amenophis II. und Mutter von Thutmosis IV.

## Erforschung des Grabes
Arthur Weigall vermutete, dass es sich vielleicht um das Grab eines Familienangehörigen von Thutmosis III. handeln könne. Als weitere Möglichkeit sah er es als die Grabstätte eines Wesirs, wie beispielsweise Rechmire, dessen Grabkapelle (TT100) zwar bekannt, aber das Grab selbst unbekannt war.
Zum Grab gab es nach der Entdeckung durch Loret keine Publikation. Lediglich der Baedeker von 1902 enthält eine kleine Beschreibung von Georg Steindorff dazu. Ihm zufolge war KV32 ein Königsgrab aus der 18. Dynastie, das noch unerforscht war. Wie auch bei KV33 schien es keine förmliche Freilegung gegeben zu haben und über Funde aus dem Grab war ebenfalls nichts bekannt.
KV32 wurde von 2000 bis 2001 im Rahmen des MISR-Projektes: Mission Siptah-Ramses X., das von der Universität Basel durchgeführt wurde, ausgegraben. Bei den Arbeiten im Grab fand sich ein Kanopenkasten von Königin Tiaa, wodurch die Grabeigentümerin identifiziert werden konnte.

## Architektur und Ausstattung

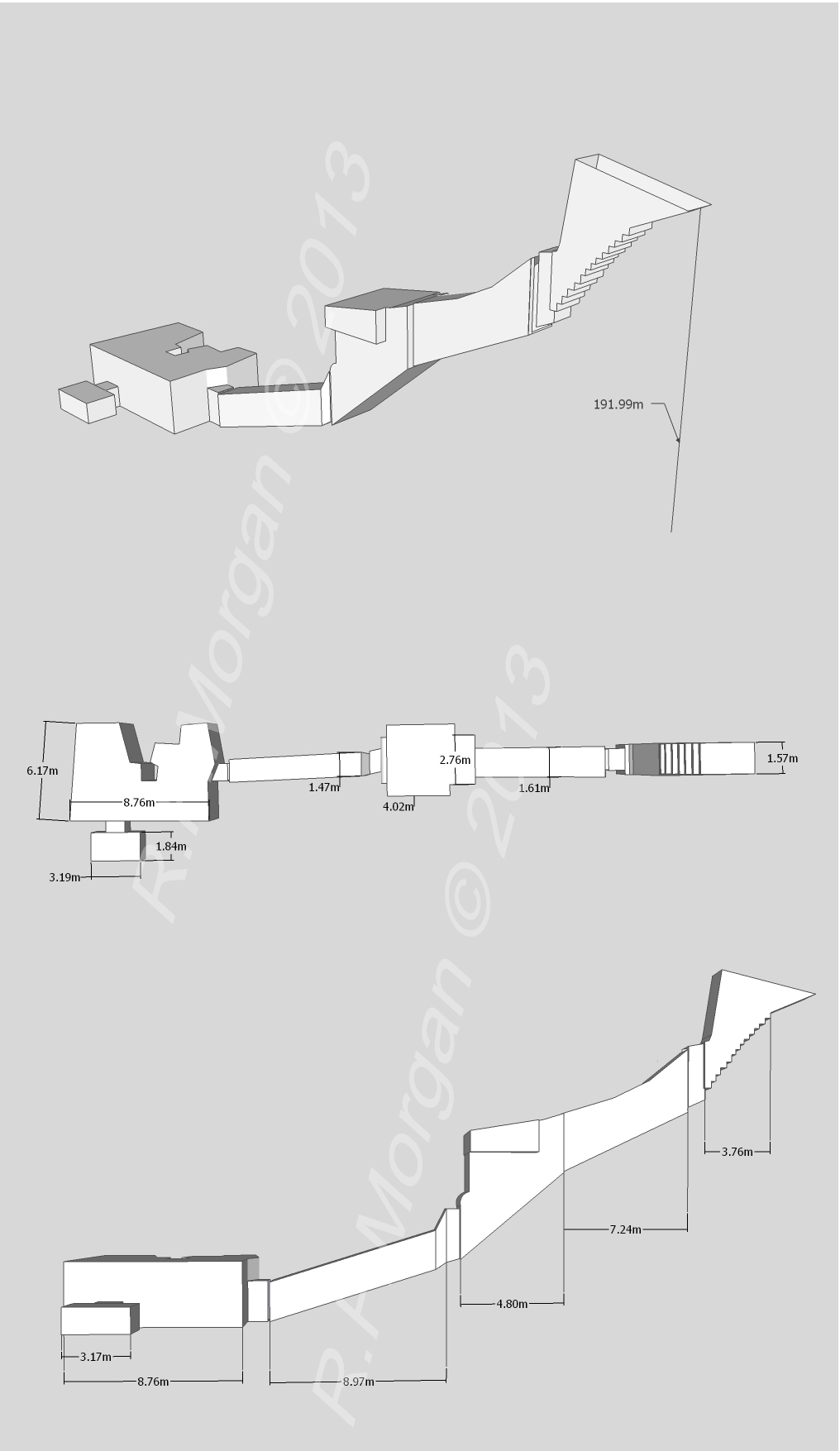
Isometrische Darstellung, Grundriss und Schnittzeichnung des Grabes

Das Grab wurde nie vollendet und ist undekoriert. Der Grundaufbau des Grabes ähnelt dem von KV21. Beim Anlegen des Grabes von König Siptah (KV47) stießen dessen Arbeiter unbeabsichtigt auf KV32.
Von der einstigen Grabausstattung fanden sich nur Fragmente. Der Kanopenkasten war bloß noch in etwa 370 Fragmenten erhalten. Auf den Außenseiten sind die vier Horussöhne sowie Isis, Nephthys, Selket und Neith dargestellt. Es handelt sich um einen Kasten aus Alabaster mit vier in den Stein gehauenen Gefäßen für die Eingeweide. Es fanden sich auch vier menschenköpfige Deckel für die Gefäße. Als weitere Beigaben fanden sich Uschebtis und kleine Modelsärgen für Uschebtis. Fragmente von Alabastergefäßen nennen auch den Bürgermeister von Theben Sennefer und seine Gemahlin Senetnay.